# Basil Kirchin
Basil Kirchin, född 8 augusti 1927, död 18 juni 2005, var en brittisk musiker och kompositör. 
Kirchin började sin karriär 1941 med att spela trummor i sin fars storband. 1946 gick han över till att spela med Harry Roy and his 1946 Orchestra och mot slutet av 1940-talet spelade han med The Ted Heath Band. På tidigt 50-tal startades The Kirchin band med Basil och hans far Ivor som ledargestalter. Efter att ha gett ut 6 singlar och gjort en mängd spelningar hoppade Basil av bandet och reste i stället runt i Indien, Amerika, Europa och Australien. 1961 återkommer han till England och börjar att komponera musik för film och teve. Det var också vid den här tidpunkten som han började arbeta med sitt "Worlds within Worlds"-koncept, ett helt nytt språk och ljud inom musiken som han hade upptäckt men det dröjde till 1967 innan det fanns inspelningsutrustning avancerad nog för att han på allvar kunde börja med sitt arbete. 1971 släpptes den första inspelningen och i teorin var ett nytt musikaliskt språk fött. Två år senare släpptes nästa opus. Ingen av albumen blev någon framgång. Basil flyttade till Schweiz och fortsatte där med sitt musikaliska arbete innan han i slutet på 1970-talet åter flyttade tillbaka till England och oförtrutet arbetade på med sin musik.
Det dröjde ända till år 2003 innan någon började uppmärksamma hans arbete. Plötsligt började förgrundsfigurer inom den elektroniska musiken, såsom Brian Eno och Nurse with Wound, framhålla Basil Kirchin som en av sina främsta influenser. De två album som han släppte blev i det närmaste mytiska och hans udda och sällsynta jazzutgåvor blev plötsligt eftersökta av samlare. År 2003 kom den första skivan av Basil på 30 år ut, Quantum. Den 18 juni 2005 dog han i cancer.

## Diskografi
- Worlds Within Worlds – Parts 1&2 (1971)
- Worlds Within Worlds – Parts 3&4 (1974)
  - Emergence (Part 3)
  - Evolution (Part 4)
- Quantum (2003)